# Bernadette Devlin

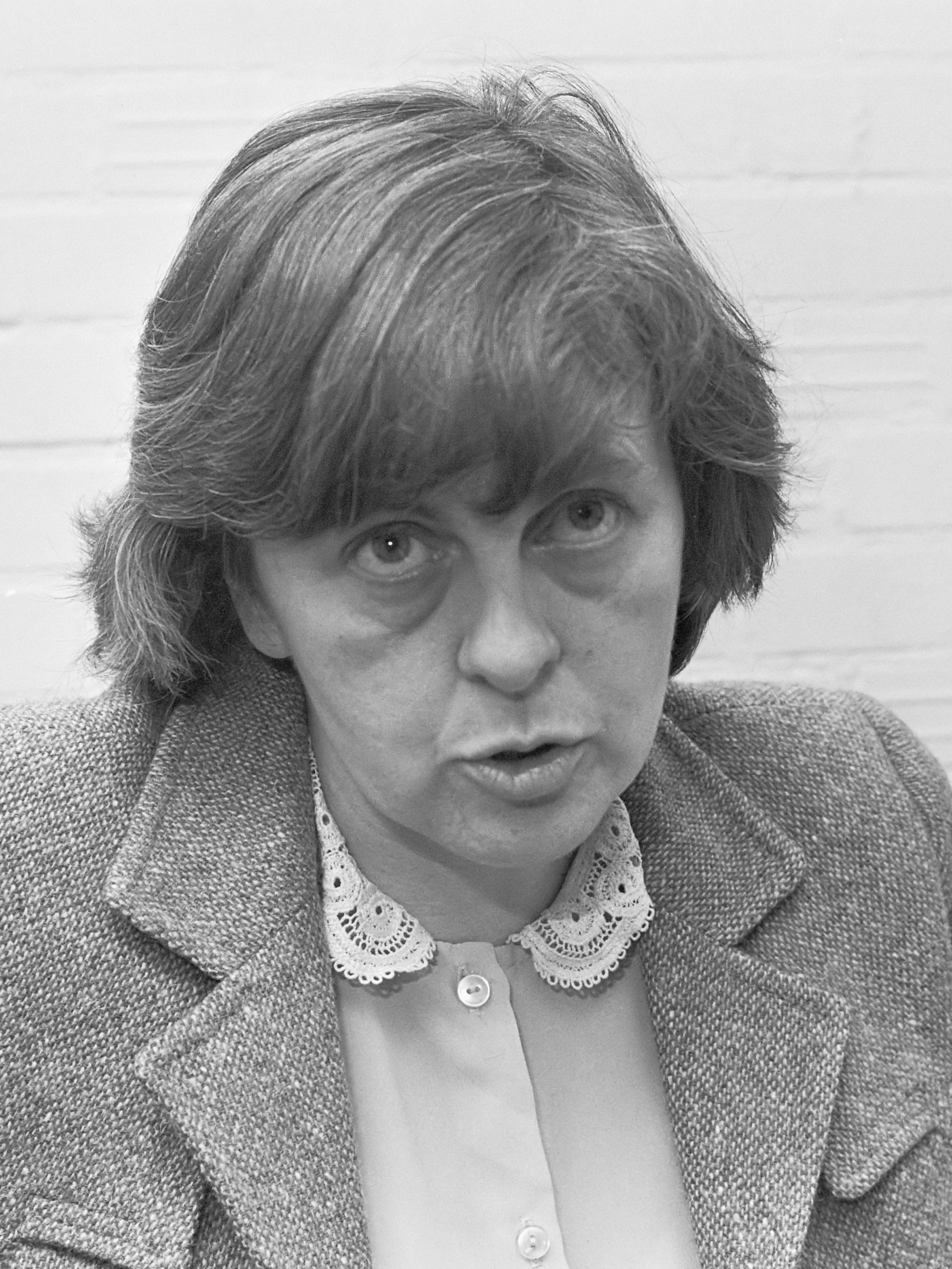
Devlin in 1986

Josephine Bernadette Devlin McAliskey (Cookstown, 23 april 1947) is een Noord-Iers politica en activiste voor de katholieke zaak in Noord-Ierland.
Bernadette Devlin studeerde psychologie aan Queen's University in Belfast. Tijdens haar derde jaar, in april 1969, stelde ze zich kandidaat voor de verkiezing van het Brits Lagerhuis. Ze versloeg de kandidate van de unionisten en werd verkozen als het jongste lid van het Lagerhuis. Ze ging ook effectief zetelen en klaagde de achterstelling van de katholieke bevolking in Noord-Ierland aan in het parlement maar ook bij een bezoek aan de Verenigde Staten. In augustus 1969 stond ze mee op de barricaden tijdens de onlusten in Londonderry/Derry. Ze werd opgepakt en tot zes maanden gevangenisstraf veroordeeld wegens opruiing en het werpen van stenen naar de politie. In 1973 trouwde ze met Michael McAliskey en nam diens achternaam aan. In 1981 overleefden zij en haar man ternauwernood een moordaanslag door unionisten, zij raakten beiden zwaargewond.